# Dryas nigromarginatus
Dryas nigromarginatus är en fjärilsart som beskrevs av Johann August Ephraim Goeze 1779. Dryas nigromarginatus ingår i släktet Dryas och familjen praktfjärilar. Inga underarter finns listade i Catalogue of Life.